# Festival Yeah !
Le Festival Yeah !  est un festival de musique situé à Lourmarin, dans le département du Vaucluse en France. La manifestation se tient principalement en plein air sur le site du Château de Lourmarin. La première édition a lieu du 7 au 9 juin 2013.

## Présentation

### Historique
En 2017, le festival est élu meilleur micro-festival de France (moins de 5000 spectateurs) au Festivals Awards.
Les éditions initialement prévues en juin 2020 et 2021 sont annulées en raison de la pandémie de Covid-19.
Pour les 10 ans du festival en 2023, la programmation de la journée du dimanche (appelée Sunday Secret Birthday Party)  n'a été dévoilé que le jour même.
En 2024, le festival a lieu exceptionnellement à Sète au Théâtre de la mer,.

### Le site

#### A Lourmarin
Le Festival Yeah ! se déroule principalement dans le Château de Lourmarin (seul lieu payant du festival) mais aussi à l'église, dans les caves du château, au terrain du club de pétanque, au tennis-club, à la Fruitière Numérique, à la place des bars au centre ville.

#### A Sète
En 2024, la scène principale se situe au Théâtre de la Mer, des événements ont lieu également au cinéma le Comoedia, à la librairie la Belle Épopée et dans les bars Le barbu, chez Boule et la Ola.

## Programmation

### Édition 2013
La 1re édition a lieu du 7 au 9 juin 2013.
- Lescop, H-Burns, Allah-Las, Zombie Zombie, Hushpuppies, Laurent Garnier, Oh! Tiger Mountain, Allah-Las, Laetitia Sheriff, Lee Burton & His Busy Band

### Édition 2014
- vendredi 6 juin : Thousand, Alpes, Catfish, Baxter Dury, Messer Chups ;
- samedi 7 juin : The Married Monk Solo, 69, Tristesse Contemporaine, Balthazar, Gramme ;
- dimanche 8 juin : Boogers, La Colonie de Vacances, Laurent Garnier ;

### Édition 2015
- vendredi 5 juin : Motorama, Shannon Wright, WhoMadeWho, The Chap, Volage, Julien Gasc, Moustic, Klinefelter & Distraction, RKK, Renaud Monfourny ;

- samedi 6 juin : Black Strobe, Movie Star Junkies, Fujiya & Miyagi, Forever Pavot, Steeple Remove, Michel Cloup, Laurent Garnier, Narco Terror, Charlie O., Radio Meuh ;

- dimanche 7 juin : Étienne Daho, Rodolphe Burger, Husbands, Mendelson, Nassim DJ, Les Filles de l’Air

### Édition 2016
- vendredi 3 juin : Étienne Jaumet, 51 Black Super, Gablé, Chassol, Suuns, Rebotini's, Les Filles de l'Air

- samedi 4 juin : Stranded Horse, Yeti Lane, Mansfield. TYA, Fat White Family, Night Beats, Mystery Deejay, Conférence Monndog par Amaury Cornut, King vs Moondog, DJ Moustic & Guests,  DJ Huguette

- dimanche 5 juin : Morando & Villeneuve avec le Trio Vacarme, Jim Yamourdis, Deux Boules de Vanille, Flavien Berger, Gilles Peterson, Radio Meuh, Nassim DJ

### Édition 2017
- vendredi 2 juin : Stanley Brinks, Oh! Tiger Mountain, The Limiñanas, Vox Low, Chk Chk Chk (!!!), Nassim Dj
- samedi 3 juin : Nosfell, Barbagallo, Narrow Terence, Katerine, Brns, Dj White Russian
- dimanche 4 juin : Usé, Why?, Jacques, Meute

### Édition 2018
- vendredi 1er juin : Girls in Hawaii, DBFC,  Tshegue, Cannibale, Moon Gogo, The Limiñanas, West Coast Cre
- samedi 2 juin : The Soft Moon, The Legendary Tigerman, Ropoporose (annulé), Sammy Decoster, Glitter in my Martini, Vacarme, My Favorite Horses, Moustic, Sheitan Brothers, Michka Assayas, Country Schneck
- samedi 3 juin : Rone, Kokoko!, Chapelier Fou, Mac Melia, Pasteur Guy, Arnaud Rebotini, Ariel Wizman, Virage, Watsü Sound ?

### Édition 2019
- vendredi 7 juin : Nova Materia, Flamingods, Mermonte, Bryan's Magic Tears, Fred Poulet, Boogers Ghetto Blaster Party, Jean Paul, Elzo Durt

- samedi 8 juin : The Psychotic Monks, Underground System, Léonie Pernet, Snapped Ankles, Bruit Noir, Red, Grami, Soleil Jaguar, Sheitan Brothers, Paster Guy x Pablito Sago, Moustic, Elzo Durt

- dimanche 9 juin : 2 Many DJ's, Phoebe Killdeer and the Short Straws, Yachtclub, Laake, Camion Bazar, DJ Jean Bon, Soleil Jaguar, Jean-Claude Vannier, Grammi, Boudin Room, Elzo Durt

### Édition 2020 (annulée)
L’édition est annulée en raison de la pandémie de Covid-19.
- vendredi 5 juin : French 79, Hmltd, Pottery, L.A. Witch, Ding Dong, Villeneuve
- samedi 6 juin : Rubin Steiner Band, Francky Goes To Pointe A Pitre, Black Lips, Kit Sebastian, Famous, Cosmic Neman
- dimanche 7 juin : Kompromat, Crack Cloud, Lucie Antunes, Mezerg

### Édition 2022
- Lucie Antunes, Crack Cloud, Mendelson, Gustaf, Los Bitchos, Optimo (Espacio), Madmadmad, Dombrance, Gaspar Claus, Jungle, Arthur Satan, Tonn3rr3, Claptrap, Ding Dong, S3A, Pasteur Guy, Hyperactive Leslie, Borja Flames, Leone Jadis, Stay Cats, Moustic, Harry Cover, Chic Type, In felt we trust, Jpssdsdsqus

### Édition 2023
- vendredi 2 juin :  Tago Mago, TH da Freak, Orchestre Tout Puissant Marcel Duchamp, Young Fathers, French 79, Gaspar Claus, Michel Together.
- samedi 3 juin :  Comfort, Nor Belgraad, Jan Verstraeten, Meule, Makoto San, Moustic.
- dimanche 4 juin :  Sunday Secret Birthday Party :  The Limiñanas (annulé à cause de la pluie), The Blessed Madonna, Carl Cox

### Édition 2024
- vendredi 30 août :  Marina Trench, JOUBe, Warmduscher, Francky Goes To Pointe à Pitre, Charlie O. & Jody Sternberg, Harry Cover
- samedi 31 août :  Lindstrom, Dombrance, The Chap, Astéréotypie, Charlie O. & Jody Sternberg, Harry Cover

### Édition 2025
- vendredi 6 juin :  Golden Bug, MYD, Dino Brandão, Jon Spencer, Tvod, Métro Lavande
- samedi 7 juin :  Juliàn Mayorga, Anthony Joseph, Bøl, Draga, Ditter, Dj Sundae, Hervé Bourhis
- dimanche 8 juin : Bracco, Pedro vs Pedro, 22Carbone, Bonjour, Cosme Castro